# КняZz
«КняZz» (читается как «Князь») — российская рок-группа из Санкт-Петербурга, созданная в 2011 году Андреем Князевым, являвшимся на момент её создания участником панк-группы «Король и Шут». Весной того же года Андрей Сергеевич отказался от работы в театре над рок-оперой «TODD» совместно с Михаилом Горшенёвым и создал сайд-проект для реализации собственного творческого потенциала. 16 декабря 2011 года Андрей Князев официально заявил о своём уходе из «Короля и Шута». В плане лирического наполнения песен стиль новой группы во многом продолжил работу Князева в прошлом коллективе.

## История
Весной 2011 года Андрей Князев («Князь») объявил о том, что не будет принимать участие в создании мюзикла о Суини Тодде, ушёл из группы «Король и Шут» и запустил собственный музыкальный проект под названием «КняZz». По словам самого музыканта, написание названия группы «КняZz» было выбрано для упрощения поиска группы через поисковые системы.
Несмотря на то, что Князь являлся вторым солистом, одним из самых первых участников и автором практически всех текстов песен группы «Король и Шут», идея полномасштабного сольного музыкального проекта возникла у Андрея давно. Воплощениями подобных творческих амбиций можно по праву считать «Акустический альбом» группы «Король и Шут» 1999 года и сольный альбом Андрея Князева «Любовь негодяя» 2005 года. К работе по созданию новой группы подключился скрипач «Король и Шут» Дмитрий Ришко. Для совместной работы в команду Андрей пригласил знакомых музыкантов, которые обозначили, что это будет сплочённый музыкальный коллектив, группа музыкантов, а не сольный проект Князева.
В июне 2011 года публике был представлен дебютный макси-сингл группы под названием «Человек-Загадка». Релиз эксклюзивно состоялся на ThankYou.ru и включил в себя три композиции: «Воланд прав!», «Вервольф» и «Человек-Загадка». Сингл был также представлен для свободного ознакомления на «Нашем радио», а заглавная композиция надолго вошла в топ 13 хит-парада «Чартова дюжина».
9 июля состоялся концертный дебют группы на фестивале «НАШЕствие».
После такого стремительного взлёта группа решила не останавливаться, и в августе 2011 года приступила к записи полноформатного альбома, который вышел 6 октября 2011 года. Альбом получил название «Письмо из Трансильвании» и был очень тепло принят поклонниками. В конце сентября стартовал тур в поддержку дебютного альбома. Основу концертной программы составили все песни альбома, а также известные песни Андрея, написанные в «Король и Шут», такие как «Кукла колдуна», «Прыгну со скалы», «Некромант» и другие.
16 декабря 2011 года, Андрей Князев официально объявил о том, что покидает '«Король и Шут»', подчеркнув, что будет продолжать реализовывать свой творческий потенциал в группе «КняZz».
13 июля 2012 года вышел макси-сингл группы «Голос тёмной долины», ставший официально доступным для свободного скачивания на ThankYou.ru. В состав сингла вошли композиции «Пьеро», «Голос тёмной долины», песня о футбольном клубе «Зенит» и кавер-версия песни группы «Аквариум» — «Стаканы», 13 июля в хит-параде «Чартова дюжина» состоялась премьера песни «Пьеро».
7 сентября 2012 года вышел совместный сингл группы The GhostBusters и «КняZz» — «Улица Вязов». Сингл был эксклюзивно представлен на музыкальном портале ThankYou.ru.
В октябре 2012 года состоялся официальный релиз второго альбома группы — «Тайна кривых зеркал». За неделю до релиза пластинка совершенно официально и абсолютно бесплатно для прослушивания была опубликована на сайте сервиса Яндекс.Музыка.
16 февраля 2013 года «КняZz» выступил в качестве хедлайнера на XX областном фестивале рок-музыки Рок-Февраль в Иванове. В том же году лидер коллектива Андрей Князев принял участие в работе жюри фестиваля.
22 апреля 2013 года на сайте «Нашего радио» появился дебютный клип группы на композицию «Человек-Загадка».
В июле 2013 года «КняZz» представил сингл «Горгона» с тремя песнями: «Горгона», «Актриса» и «Гримёр» (все они вошли в третий студийный альбом группы «Роковой карнавал»). Премьера «Горгоны» состоялась на «Нашем радио» 12 июля в программе «Чартова дюжина». Более двух месяцев песня удерживалась в тройке лидеров «Чартовой дюжины» и три недели была на вершине хит-парада. Следующей песней с альбома «Роковой карнавал», попавшей в ротацию «Дюжины», стали «Норманны», 8 ноября 2013 года достигшие первого места в чарте. Альбом «Роковой карнавал» вышел на CD 30 сентября 2013 года.
В течение 2014 года группа работала над новым (четвёртым) номерным альбомом «Магия Калиостро», выпустив 2 сингла — «Боль» (совместно с Алексеем Горшенёвым) и «Русский дух». Запись и сведение альбома были завершены в начале сентября, премьера альбома состоялась 19 сентября на волнах «Нашего радио», первыми приобрести новый альбом смогли 25 сентября гости автограф-сессии в Санкт-Петербурге, которая состоялась в рок-магазине Castle Rock.
25 октября 2014 года мультиинструменталист группы Дмитрий Ришко объявил о своём уходе из группы, сообщив, что планирует сосредоточиться на работе над своим первым авторским альбомом и над другими проектами. 10 ноября было объявлено, что новым участником группы стала скрипачка Ирина Сорокина, ранее работавшая с группой «Пикник».
20 февраля 2015 года песня «Дом манекенов» из альбома «Магия Калиостро» достигла 1 места в программе «Чартова дюжина». 23 февраля 2015 года лидер группы «КняZz» Андрей Князев и экс-солистка «Ленинграда» Юлия Коган представили новый совместный клип на песню «Ведьма и осёл». Режиссёром клипа стал Антон Бут. Данная композиция хорошо известна поклонникам группы «Король и Шут», так как была издана в 1999 году на «Акустическом альбоме». 23 марта 2015 года группа «КняZz» представила официальный видеоклип на песню «Дом манекенов» из альбома «Магия Калиостро» (Производство STORM production, режиссёр Неля Мурсалимова/Лев Мурзенко (соавтор сценария)).
24 апреля 2015 года в программе «Чартова дюжина» состоялась премьера сингла «Пассажир» из будущего альбома, 29 мая 2015 года песня поднялась на первую строчку чарта. Музыка будущей песни была написана Князем ещё в 2006 году, текст сочинен в 2011 году, песня в течение нескольких лет регулярно исполнялась Андреем на акустических концертах.
16 сентября 2015 года на сайте «Нашего Радио» состоялась эксклюзивная премьера нового (пятого номерного) альбома «Предвестник». Официальный цифровой релиз альбома состоялся 2 октября 2015 года в iTunes.
В 2016 году в рамках работы над анонсированным на начало 2017 года шестым номерным альбомом группой были выпущены 2 сингла — «Призраки Там-Тама» и «Колдун-кабан».
3 мая 2016 года группу «КняZz» покинул гитарист Владимир Стрелов, его место занял Дмитрий Чешейко, отыгравший в группе как сессионный музыкант до конца ноября 2016 года. С 28 ноября основным гитаристом группы по результатам кастинга стал Сергей Ткаченко. Помимо этого в 2016 году сменился и барабанщик группы — место Павла Лохнина, решившего сосредоточиться на собственных проектах (включая организацию своей барабанной школы), занял Евгений Трохимчук.
2 октября 2016 группа «КняZz» была в гостях у Захара Прилепина в программе «Соль» на канале РЕН-ТВ.
В феврале 2017 года стало известно, что шестой номерной альбом группы «КняZz» выйдет весной 2017 года. «По саунду он будет отличаться от предыдущих наших работ. Гитары станут повеселее, повыразительнее, а это значит, что будет панк-рок в старых добрых традициях», — пообещал Андрей Князев. В январе 2017 года группой были представлены ещё две композиции с будущего альбома — «Банник» и «Брат». 24 марта 2017 года песня «Брат» поднялась на первую строчку в хит-параде «Чартова дюжина». В апреле 2017 года стало известно, что шестой номерной альбом получил название «Узники долины снов». Эксклюзивная премьера альбома состоялась 18 мая 2017 года во ВКонтакте, на всех цифровых площадках России альбом появился 19 мая. 21 июля 2017 года ещё одна композиция с альбома «Узники долины снов» — «Наука Билли Бонса» покорила вершину «Чартовой дюжины».
В сентябре 2017 года группа «КняZz» объявила о проведении кастинга с целью приёма в группу второго гитариста, по итогам которого в группу был принят Дмитрий Кондрусев. В 2018 году гитарист Сергей Ткаченко покидает музыкальный коллектив и в группе «КняZz» опять остаётся один гитарист — Дмитрий Кондрусев.
10 мая 2018 года «КняZz» совместно с Александром Балуновым выпустили сингл «Детские песни для взрослых», состоящий из ранее неопубликованных шуточных песен, сочинённых ещё во времена записи «Акустического альбома» «Короля и Шута». Князь и Балу предполагают выпустить полноценный альбом подобных песен, но, как отметили авторы, будущее у данного проекта будет зависеть от слушателей.
3 июня 2018 года группа «КняZz» представила сингл «Футбольная Россия», записанный в преддверии Чемпионата мира по футболу 2018 года. Осенью 2018 года у «КняZz» вновь сменился гитарист — в группу пришёл Альберт Визенберг.
1 марта 2019 года группа выпустила два сингла к новому альбому — «Разрисованный город» (композиция была написана ещё в 1994 году) и «Пропавшая невеста» (песня выдержана в стиле, свойственном эпохе раннего «Короля и Шута»). Также в 2019 году вышли синглы «Панкуха», «Бывший раб» и «Баркас».
В 2020 году группа выпустила «Домашний альбом» и сингл «Руки к небу». В сингл вошла одноимённая песня которая была написана ещё во время службы Андрея в армии в 1992 году. Не была записана ранее по причине, что не вписывалась ни в один альбом коллектива «Король и Шут».
20 июля 2021 года вышел официальный видеоклип на песню «Руки к небу». Андрею Князеву предложили поучаствовать в короткометражном фильме в качестве композитора, где главному герою требовалась заглавная песня. Тут и вспомнился старый-добрый трек, пропитанный юношеским максимализмом. Для фильма он подошёл как нельзя лучше. 23 августа 2021 года Весёлый анархист представил анимационный клип на песню «Пассажир», из альбома «Предвестник». В течение 2021 года группа «КняZz» на концерте представила слушателям песню «Разбойничье дело» из будущей пластинки. 1 ноября 2023 года группа представила клип на новую песню «Клуб бывших алкоголиков»
К концу 2023 года планировался к выходу новый альбом состоящий из двух частей, каждая из которых будет вмещать около 10 новых песен, среди которых будут числиться прошлые синглы группы
10 ноября 2023 года выходит первая часть нового альбома «Платим за шута!», ставшая восьмым номерным альбомом. В альбом вошли перезаписи песен «Пиво-пиво-пиво» и «Шепчущий» с «Домашнего альбома». 8 декабря 2023 года выходит девятый альбом — вторая часть нового альбома «Платим за шута!» — «Волшебная книга».
15 ноября 2024 года на концерте в городе Пермь был представлен новый участник коллектива — некий клавишник под именем Сергей. Чуть позже коллектив раскрыл тайну нового участника. Им стал Сергей Романов, участник авторского коллектива DOLGOVA.
6 декабря 2024 года композиция «Сталкер» из «Волшебной книги» поднялась на 1 место «Чартовой дюжины».

## Дискография

### Студийные альбомы
- 2011 — Письмо из Трансильвании
- 2012 — Тайна кривых зеркал
- 2013 — Роковой карнавал
- 2014 — Магия Калиостро
- 2015 — Предвестник
- 2017 — Узники долины снов
- 2020 — Домашний альбом
- 2023 — Платим за Шута! Том I
- 2023 — Платим за Шута! Том II, Волшебная книга

### Синглы
- 2011 — Человек-Загадка
- 2012 — Голос тёмной долины
- 2013 — Горгона
- 2014 — Боль
- 2014 — Русский дух
- 2015 — Пассажир
- 2016 — Призраки Там-Тама
- 2016 — Колдун-кабан
- 2017 — Брат
- 2017 — Банник
- 2018 — Футбольная Россия
- 2019 — Разрисованный город
- 2019 — Пропавшая невеста
- 2019 — Бывший раб
- 2019 — Панкуха
- 2019 — Баркас
- 2020 — Руки к небу
- 2024 — STALKER feat. Joe Lynn Turner
- 2025 — Пепел города грёз
- 2025 — Батька Махно (Любэ 35. Всё опять начинается. Трибьют)

### Сборники
- 2016 — Гимн Шута
- 2019 — The Best
- 2025 — The Best 2! (скоро)

### Видеоклипы
- Человек-Загадка (2013)
- Дом манекенов (2015)
- Руки к Небу (2021)
- Пассажир (2021)
- Пиво-пиво-пиво (2021)
- Клуб бывших алкоголиков (2023)
- Сталкер (2024) (режиссёр, продюсер и основной сценарист — Агата Нигровская)
- Пепел города грёз (2025)

## Состав группы

### Текущий состав
- Андрей «Князь» Князев — вокал, музыка, тексты, акустическая гитара (с 2011)
- Альберт Визенберг — электрогитара, акустическая гитара, клавишные, флейта (с 2018)
- Димитрий Наскидашвили — бас-гитара (с 2011)
- Ирина Сорокина — скрипка (с 2014)
- Сергей Романов — клавишные (с 2024)
- Евгений Трохимчук — ударные (с 2016)

### Бывшие участники этой группы
- Евгений Дороган — клавишные (2011)
- Станислав Макаров — труба (2011—2012)
- Дмитрий Ришко (Casper) — скрипка,  гитара, бэк-вокал, клавишные, бубен, контрабас, ударные, (2011—2014)
- Владимир Стрелов — гитара (2011—2016)
- Павел Лохнин (Jimmy) — ударные (2011—2016)
- Дмитрий Чешейко — гитара (2016)
- Сергей Ткаченко — гитара (2016—2018)

### Сессионные участники
- Лена Тэ — виолончель.
- Зураб Дзагнидзе — гитара, акустическая гитара, укулеле